# Chantal Hagel
Chantal Hagel (Calw, 20 juli 1998) is een voetbalspeelster uit Duitsland. Ze speelt als verdediger voor VfL Wolfsburg in de Bundesliga.

## Clubcarrière
Hagel begon met voetballen bij SV Eutingen uit Eutingen im Gäu. Vervolgens kwam ze tot 2014 uit voor VfL Nagold. Hierna voegde ze zich bij SC Freiburg waar ze na een jaar voor het jeugdteam onderdeel werd van het tweede elftal. Na een seizoen stapte Hagel over naar het tweede elftal van Hoffenheim. Tussen 2016 en 2019 speelde ze 68 competitiewedstrijden waarin ze 18 keer scoorde.
In de zomer van 2019 werd Hagel overgeheveld naar het eerste elftal van TSG 1899 Hoffenheim. Ze maakte haar debuut in de Bundesliga op 25 augustus 2019 in een 4-0 thuisoverwinning op 1. FC Köln door in te vallen voor Franziska Harsch in de 74ste minuut. Op 27 januari 2023 maakte VfL Wolfsburg bekend Hagel vanaf het seizoen 2023/24 over te nemen van Hoffenheim.

## Statistieken
| Seizoen | Club                   | Land      | Competitie        | Wedstrijden | Doelpunten |
| ------- | ---------------------- | --------- | ----------------- | ----------- | ---------- |
| 2016/17 | TSG 1899 Hoffenheim II | Duitsland | Tweede Bundesliga | 20          | 3          |
| 2017/18 | TSG 1899 Hoffenheim II | Duitsland | Tweede Bundesliga | 22          | 4          |
| 2018/19 | TSG 1899 Hoffenheim II | Duitsland | Tweede Bundesliga | 26          | 11         |
| 2018/19 | TSG 1899 Hoffenheim    | Duitsland | Bundesliga        | 0           | 0          |
| 2019/20 | TSG 1899 Hoffenheim    | Duitsland | Bundesliga        | 17          | 0          |
| 2020/21 | TSG 1899 Hoffenheim    | Duitsland | Bundesliga        | 19          | 0          |
| 2020/21 | TSG 1899 Hoffenheim    | Duitsland | Bundesliga        | 22          | 12         |
| 2022/23 | TSG 1899 Hoffenheim    | Duitsland | Bundesliga        | 22          | 3          |
| 2023/24 | VfL Wolfsburg          | Duitsland | Bundesliga        | 21          | 3          |
| 2024/25 | VfL Wolfsburg          | Duitsland | Bundesliga        | 8           | 0          |
| Totaal  | Totaal                 | Totaal    | Totaal            | 177         | 36         |

Laatste update: 28 maart 2025

## Interlandcarrière
Hagel maakte haar debuut voor het Duitse nationale team op 20 februari 2022 in Norwich tegen Canada tijdens de Arnold Clark Cup door in te vallen voor Fabienne Dongus in de 82ste minuut. Duitsland verloor met 1-0. Drie dagen later viel ze opnieuw in voor Dongus in een 3-1 nederlaag tegen Engeland in Wolverhampton.